# David McClelland
David McClelland   (Mount Vernon, 20 de maig de 1917 - Lexington, 27 de març de 1998) va ser un psicòleg nord-americà interessat per analitzar la motivació dels individus i la seva relació amb la història. Els seus seguidors van desenvolupar un dels tests més usats per analitzar la personalitat, el TAT (Thematic Apperception Test). A McClelland se li atribueix el desenvolupament de la teoria de la motivació per a l'assoliment, comunament anomenada necessitat d'assoliment o teoria n -assoliment. Una enquesta Review of General Psychology publicada el 2002, va classificar McClelland com el 15è psicòleg més citat del segle xx.
Va dividir les necessitats bàsiques de l'individu en tres: èxit, afiliació i poder. Va estudiar com, potenciant uns valors determinats, s'aconseguia influir en els resultats dels treballadors, perquè estaven més motivats a la feina. Aquesta teoria va ajudar a desenvolupar el concepte de competència com a habilitat personal quantificable, un terme clau en molts processos de selecció empresarial o en el currículum educatiu.

## Biografia i carrera
McClelland, nascut a Mt. Vernon, Nova York, va ser llicenciat en arts per la Universitat de Wesleyan el 1938, un màster per la Universitat de Missouri el 1939, i un doctorat en psicologia experimental per la Universitat Yale el 1941. Va ensenyar al Connecticut College i a la Wesleyan University abans d'incorporar-se a la facultat de la Universitat Harvard el 1956, on va treballar durant 30 anys, ocupant el càrrec de president del Departament de Psicologia i Relacions Socials. El 1987, es va traslladar a la Universitat de Boston, on va rebre el premi de l'Associació Estatunidenca de Psicologia per les contribucions científiques distingides. Era un devot quàquer.
Els temes principals del treball de David McClelland van ser la personalitat i l'aplicació d'aquest coneixement per ajudar les persones a millorar les seves vides. Un tema va ser el desenvolupament de la teoria de l'expectativa-valor de la motivació humana. Un segon tema va ser el desenvolupament de proves i mètodes operants, com ara la prova d'apercepció temàtica, l'entrevista d'esdeveniments conductuals i la prova d'anàlisi temàtica. Un tercer tema va ser el desenvolupament d'estudis de competència laboral, i un quart tema va ser l'aplicació d'aquesta investigació per ajudar les persones i els seus sistemes socials, ja sigui a través de la motivació i el desenvolupament de competències, l'organització i el desenvolupament de la comunitat, i el canvi de comportament per combatre l'estrès. i addicció. David McClelland creia en aplicar els resultats de la investigació i les proves per veure si ajudaven la gent. Va ser fonamental per iniciar 14 empreses de recerca i consultoria, la més gran va ser McBer and Company (1965-1989), que més tard va ser venuda a Yankelovich, Skelly & White.

### Teoria del valor de l'expectativa de la motivació
McClelland va afirmar que la motivació és una preocupació recurrent per un estat o condició objectiu mesurat en fantasia, que impulsa, dirigeix i selecciona el comportament de l'individu. Basant el seu treball en l'obra de Henry Murray, es va centrar en tres motius particulars: la necessitat d'assoliment (N-Ach); la necessitat d'afiliació (N-Aff); i la necessitat de poder (N-Pow). N-Ach és el desig de sobresortir amb relació a un conjunt d'estàndards. És l'impuls per tenir èxit. N-Pow és el desig de ser influent i afectar una organització. N-Aff és el desig de relacions personals properes. Les tres necessitats de McClelland no són seqüencials, sinó que s'utilitzen en relació entre si.
| « | Segons la seva teoria, la majoria de la gent posseeix i retrata una barreja d'aquestes necessitats: aquells amb una alta necessitat d'assoliment tenen una atracció per les situacions que ofereixen responsabilitat personal; els individus amb una necessitat dominant d'autoritat i poder tenen el desig d'influir i augmentar l'estatus personal i el prestigi; i, finalment, aquells amb una gran necessitat d'afiliació valoren construir relacions sòlides i pertànyer a grups o organitzacions. | » |

El treball de la dècada del 1940 fins a finals de la dècada del 1960 es va centrar en el motiu d'assoliment i el seu impacte en el desenvolupament de les economies i l'emprenedoria. Va canviar el seu treball a la dècada del 1960 per centrar-se en el motiu del poder, abordant primer temes d'addicció i alcoholisme (McClelland, Davis, Kalin i Wanner, 1972), després cap a l'efectivitat del lideratge, i més tard cap al desenvolupament comunitari. El treball sobre lideratge i gestió va ajudar a crear un nivell de comportament de la capacitat d'una persona, que McClelland va anomenar competències. També va dirigir esforços per mostrar com eren importants les competències en relació amb el coneixement i els trets de personalitat tradicionals en els resultats desitjats de l'educació superior (Winter, McClelland i Stewart, 1981). El seu treball sobre el poder es va estendre a la investigació sobre el procés natural de curació del cos.
Com a excepció de l'enfocament típic d'un psicòleg, McClelland també va examinar els efectes culturals i de tot el país dels motius i els va relacionar amb tendències a gran escala de la societat, com ara el desenvolupament econòmic, la creació d'ocupació, la provocació de guerres i la salut. El treball de McClelland sobre la motivació es va citar com l'enfocament més útil de la motivació en un estudi de l'antiga firma de comptabilitat Touche Ross & Company (Miller, 1981).

### A la recerca de proves i mesures operants
David McClelland va argumentar que els mètodes operants (és a dir, proves on una persona ha de generar pensaments o accions) eren predictors molt més vàlids de resultats de comportament, rendiment laboral, satisfacció amb la vida i altres resultats similars. Concretament, va afirmar que els mètodes operants tenien una més gran validesa i sensibilitat que les mesures dels enquestats (és a dir, les proves que demanaven una resposta veritable/fals, de qualificació o de classificació). Va lluitar contra els psicòlegs més tradicionals que insistien a utilitzar l'autoavaluació, les mesures dels enquestats i evitar les mesures operants perquè, en els punts de vista tradicionals, les mesures operants patien mesures de fiabilitat menys tradicionals. McClelland creia que eren possibles millors mesures operatives amb l'ús de codis fiables per processar-ne la informació. Va afirmar que la seva recerca de tota la vida era inculcar als investigadors psicològics el valor d'extreure el pensament real de la gent (és a dir, conscient i inconscient) juntament amb el seu comportament. Publicava repetidament investigacions i animava els seus estudiants de doctorat i col·legues a demostrar que els mètodes operants, en comparació amb els mètodes dels enquestats, mostren constantment: (a) més validesa de criteri; (b) augment de la perspicàcia malgrat una menor fiabilitat de prova-retest; (c) una major sensibilitat per discriminar l'estat d'ànim i aquestes diferències; (d) més singularitat i menys probabilitat de patir multicolinearitat; (e) una major validesa intercultural, perquè no requerien que una persona respongués als elements preparats; i (f) major utilitat en aplicacions al desenvolupament humà o organitzatiu.

### Competències laborals
McClelland i els seus col·legues van conceptualitzar una àmplia gamma de capacitats. Reactivant la seva teoria de la personalitat de 1951, McClelland i els seus col·legues de McBer and Company van intensificar la investigació de competències sobre gestió, lideratge i feines professionals a principis dels anys setanta (és a dir, habilitats, autoimatge, trets i motius, vegeu Boyatzis, 1982); Spencer i Spencer, 1993; Goleman, 1998). La definició d'una competència laboral requereix que s'entengui la intenció de la persona, no només que s'observi el comportament de la persona. Van utilitzar mètodes operants com entrevistes d'incidents crítics gravats amb àudio, que van anomenar entrevistes d'esdeveniments de comportament i simulacions gravades en vídeo amb dissenys d'investigació inductiva que comparaven eficaços amb artistes ineficaços o fins i tot menys efectius. Aquest enfocament es va centrar en la persona, més que en les tasques o la feina.
Els resultats de la investigació van desenvolupar una imatge de com pensa, sent i actua un treballador superior en el seu entorn laboral. Això es va convertir en un model de com ajudar qualsevol persona en una feina, o aspirant a una, a desenvolupar la seva capacitat. Es va convertir, durant les dècades vinents, en la norma per al disseny de la formació, les pràctiques de selecció i promoció, el desenvolupament de la carrera i fins i tot l'educació superior en el desenvolupament de persones per a aquests llocs de treball.

### Ajudar les persones a canviar
David McClelland creia que si saps com pensa i actua un intèrpret excepcional, pots ensenyar a la gent a pensar i actuar d'aquesta manera. Els primers projectes van abordar el desenvolupament empresarial i la formació en el pensament i el comportament d'assoliment per a propietaris de petites empreses a l'Índia, Tunísia, Iran, Polònia, Malawi i els EUA.
| « | Entendre la motivació humana hauria de ser una bona cosa. Ens hauria d'ajudar a esbrinar què volem realment per evitar perseguir arcs de Sant Martí que no són per a nosaltres. Hauria d'obrir oportunitats d'autodesenvolupament si apliquem principis motivacionals per perseguir els nostres objectius a la vida”. | » |

## Necessitat d'èxit
La necessitat d'èxit fa escollir una tasca en funció de la seva dificultat. Si es té una baixa necessitat, es trien activitats senzilles, que no requereixin un gran esforç i que minimitzin el risc de fracàs. En canvi les persones amb una necessitat alta busquen reptes per superar progressivament més complexos. També són més propenses al lideratge, a treballar de manera autònoma i a buscar companys amb uns valors similars. Busquen el reconeixement de la seva vàlua, es mouen per recompenses i creuen en la seva eficàcia. Atribueixen els resultats a l'habilitat i l'esforç i menys sovint a la sort.

## Necessitat de poder
Les persones amb una alta necessitat de poder volen controlar els altres o ocupar llocs de prestigi. El terme va ser encunyat per Henry Murray. Es relaciona amb la maduresa emocional: en els primers estadis el poder es manifesta en el domini extern, en aconseguir que els altres facin allò que la persona desitja o ordena, mentre que en els darrers es canalitza en el desig d'influenciar la personalitat aliena, de ser carismàtics o implicar-se en causes globals.

## Necessitat d'afiliació
La necessitat d'afiliació reclama amor i acceptació dels altres, la persona vol sentir-se part d'un grup on regni l'harmonia i la cohesió. Acostuma a acceptar les regles donades i a preferir tasques que exigeixin relació personal. És una bona mediadora i capaç de sostenir l'esforç per por a la pèrdua de l'aprovació.